# Jacek Morajko
Jacek Tadeusz Morajko (* 26. April 1981 in Opole) ist ein ehemaliger polnischer Radrennfahrer, der im Straßenradsport aktiv war.

## Sportlicher Werdegang
Jacek Morajko begann seine Karriere 2003 bei dem portugiesischen Radsportteam Antarte-Rota dos Móveis. In seinem zweiten Jahr dort gewann er eine Etappe beim Grande Prémio Barbot und wurde Zweiter der Gesamtwertung. 2005 wechselte er zu Carvalhelhos-Boavista, wo er 2006 den Gran Premio Área Metropolitana gewann. In der Saison 2007 wurde Morajko polnischer Vizemeister im Straßenrennen. 2008 konnte er das Eintagesrennen Puchar Wojta Gminy Chrzastowice und eine Etappe bei der Volta a Tras os Montes e Alto Douro für sich entscheiden. Vom polnischen Radsportverband wurde Morajko für die Olympische Sommerspiele 2008 in Peking nominiert, wo er im Straßenrennen den 54. Platz belegte. Sein bis dahin erfolgreichstes Jahr war 2010, als er die Gesamtwertung der Tour of Małopolska und des Course de la Solidarité Olympique gewann und polnischer Straßenmeister wurde.
Daraufhin erhielt Morajko zur Saison 2011 einen Vertrag beim damaligen Professional Continental Team CCC Polsat-Polkowice, für das er den Puchar Uzdrowisk Karpackich gewann. Zur Saison 2012 wechselte er in die UCI WorldTour zum Team Vacansoleil-DCM, nach einer enttäuschenden Saison ohne nennenswerte Ergebnisse kehrte er 2013 zu seinem ehemaligen Team zurück. Hier konnte er 2014 mit einem Etappenerfolg beim Course de la Solidarité Olympique einen weiteren Sieg seinem Palmarès hinzufügen.
2018 wechselte Morajko zum polnischen UCI Continental Team Wibatech Fuji. Mit dem Team konnte er wiederholt in die Top 10 fahren, ein weiterer zählbarer Erfolg blieb ihm jedoch verwehrt. Nach der Saison 2018 beendete Morajko im Alter von 36 Jahren seine aktive Karriere im Radsport. 2019 wurde er Mitglied der sportlichen Leitung des Voster ATS Teams.

## Erfolge
2006
- Gran Premio Área Metropolitana

2009
- eine Etappe Szlakiem Grodòw Piastowskich

2010
- Gesamtwertung Tour of Małopolska
- Polnischer Meister – Straßenrennen
- Gesamtwertung und zwei Etappen Course de la Solidarité Olympique

2011
- Puchar Uzdrowisk Karpackich

2014
- eine Etappe Course de la Solidarité Olympique
- Mannschaftszeitfahren Sibiu Cycling Tour
- Mannschaftszeitfahren Dookoła Mazowsza

2017
- Bergwertung East Bohemia Tour